# Walter Borning
Walter Borning (* 13. April 1920 in Neubrandenburg; † 25. August 1983 in Berlin) war ein Generalleutnant der Nationalen Volksarmee (NVA) und Funktionär der SED in der DDR.

## Leben
Der Sohn eines Elektromonteurs besucht nach der Grundschule eine Oberschule und schloss diese 1936 mit der Mittleren Reife ab. Danach absolvierte er eine Berufsausbildung bei der Sparkasse Neubrandenburg und war bei dieser anschließend von 1938 bis 1939 als Angestellter tätig, ehe er im April 1939 zum Reichsarbeitsdienst (RAD) eingezogen wurde. Im August 1939 meldete er sich als Freiwilliger zum Militärdienst in der Wehrmacht und kam zum Kriegseinsatz bei der Flakartillerie sowie der Fieseler Fi 103, der sogenannten V1, in Frankreich, wo er schließlich zum Unteroffizier befördert wurde. Im März 1945 wurde er vom Kriegsgericht Sondershausen wegen Landesverrats zu einer zweijährigen Freiheitsstrafe verurteilt, wobei diese Strafe aber nicht mehr vollstreckt wurde. Zwischen Mai und Juni 1945 befand er sich schließlich in US-amerikanischer Kriegsgefangenschaft in Melk in Niederösterreich.
Nach seiner Rückkehr nach Deutschland wurde er im Juli 1945 zunächst Hilfsarbeitskraft in Schleswig-Holstein, ehe er anschließend von 1946 bis 1950 nacheinander Buchhalter sowie Kreisrat und Leiter der Abteilung Finanzen beim Landkreis Neubrandenburg war. Nachdem er 1946 zunächst Mitglied der SED sowie 1947 des Kulturbundes war, absolvierte er 1949 einen Lehrgang an der Landesverwaltungsschule des Landes Mecklenburg. 1950 wurde er als Organisationsinstrukteur Mitarbeiter des Ministeriums des Innern und wurde nach einem Studium an der Parteihochschule Karl Marx 1951 Mitarbeiter in der Hauptabteilung Staatshaushalt im Ministerium der Finanzen, in dem er sich mit dem Aufbau der Abteilung Investitionskontrolle befasste.
1952 trat er in die Kasernierte Volkspolizei (KVP) ein, der Vorläuferin der NVA, und war zunächst seit Mai 1952 Instrukteur einer Sonderkommission zur Werbung für die Deutsche Volkspolizei (DVP) war, ehe er im November 1952 Instrukteur in der Abteilung Sicherheit des ZK der SED wurde. Nachdem er dort von 1954 bis 1955 zunächst Sektorenleiter war, wurde er im November 1956 als Nachfolger von Gustav Röbelen kommissarischer Leiter der Abteilung Sicherheit des ZK der SED. Er war daneben Mitglied sowie zeitweise auch Sekretär einer aus Walter Ulbricht, Hermann Matern, Otto Grotewohl, Willi Stoph, Karl Schirdewan, Ernst Wollweber und Gustav Röbelen bestehenden Sicherheitskommission. Im Mai 1957 wurde er stellvertretender Leiter dieser Abteilung, ehe er nach dem Besuch eines im Dezember 1959 begonnenen Einjahreslehrgangs an der Militärakademie der NVA „Friedrich Engels“ in Dresden am 18. Oktober 1960 als Oberst schließlich Leiter der Abteilung Sicherheitsfragen des ZK der SED wurde und diese Funktion bis 1972 bekleidete. In dieser Funktion gehörte er auch zum Verteilerkreis für sicherheitsrelevante Beschlüsse und Berichte des ZK der SED wie dem Kriminalitätsbericht.
Borning, der 1963 durch Beschlüsse des Politbüros sowie des Präsidiums des Ministerrates vom 19. Februar bzw. 28. Februar 1963 zum Generalmajor der NVA ernannt wurde, wurde auf einer Sitzung des Nationalen Verteidigungsrates mit Heinz Hoffmann und Paul Verner in eine hochrangige Arbeitsgruppe berufen, die den Auftrag erhielt, einen Beschlussentwurf des Politbüros des ZK der SED zu den Rechten und Pflichten der SED-Parteiorganisation der NVA auszuarbeiten.
Er besuchte 1968 einen Weiterbildungslehrgang für leitende Kader der NVA an der Militärakademie Dresden, wurde 1969 mit dem Vaterländischen Verdienstorden (VVO) in Silber ausgezeichnet und 1970 vom Vorsitzenden des Nationalen Verteidigungsrates der DDR, Walter Ulbricht, zum Generalleutnant befördert. 1971 wurde er außerdem Mitglied des Beirats für Sozialistische Wehrerziehung beim ZK der SED.
Nachdem er bereits im Februar 1972 zu einer Parteistrafe verurteilt und als Leiter der Abteilung Sicherheitsfragen des ZK der SED wegen „unparteimäßigen Verhaltens“ abberufen wurde, erfolgte am 31. März 1972 seine Entbindung vom Dienst in der NVA und seine Versetzung in den Ruhestand als Generalleutnant a. D. Im Anschluss war Borning von 1972 bis 1979 Generaldirektor der Häuser der Gesellschaft für Deutsch-Sowjetische Freundschaft (DSF).
Borning starb im Alter von 63 Jahren und wurde auf dem Zentralfriedhof Friedrichsfelde beigesetzt.